# Trzęsacz (przystanek kolejowy)
Trzęsacz – przystanek i mijanka gryfickiej kolei wąskotorowej w Trzęsaczu, w województwie zachodniopomorskim, w Polsce.

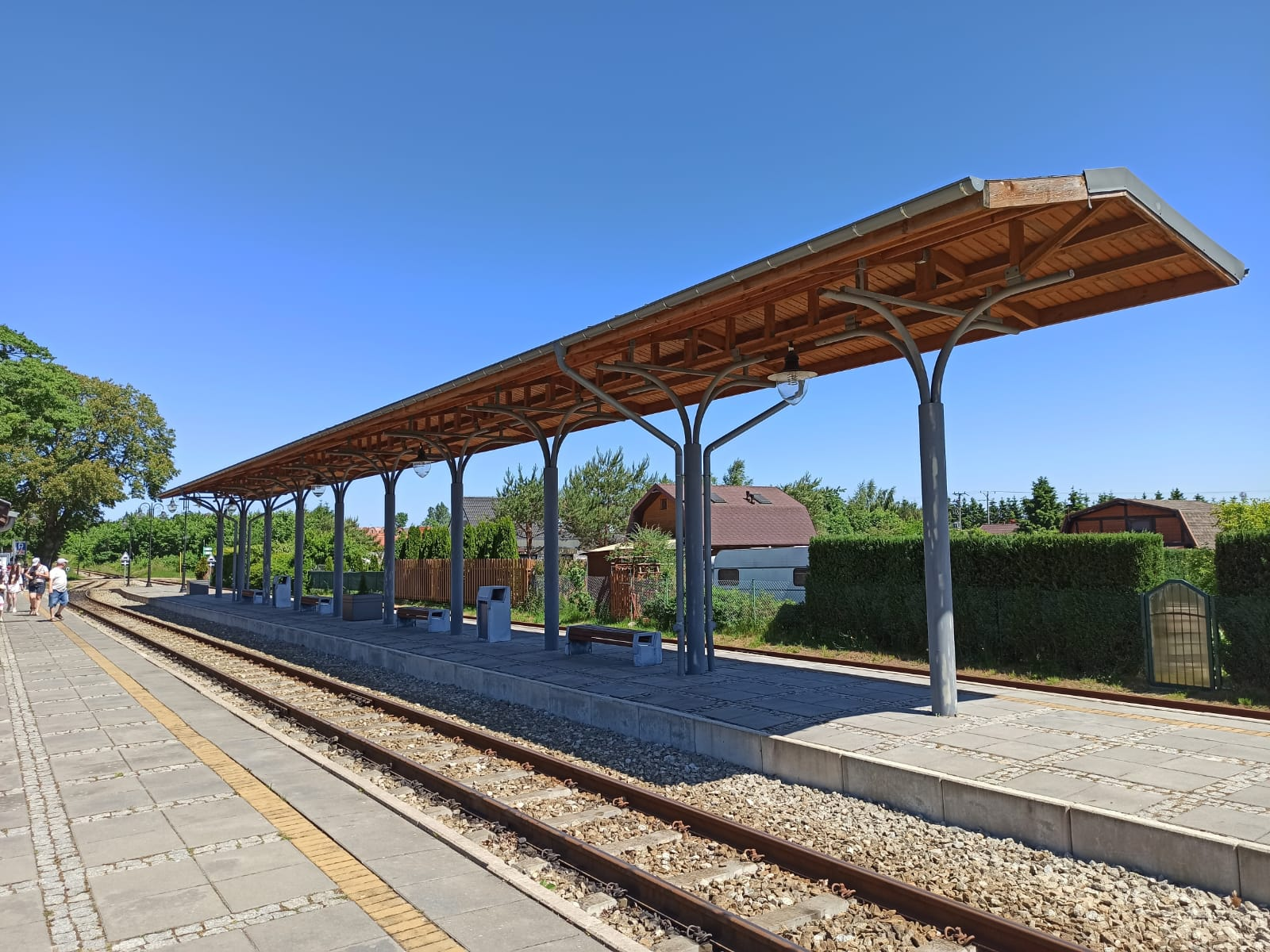
Wiata peronowa